# Marcação
Marcação este un oraș în Paraíba (PB), Brazilia.